# Kitty in a Casket
Kitty in a Casket (deutsch: „Kätzchen im Sarg“) ist eine österreichische Punkrock-Band, die 2008 in Wien gegründet wurde.

## Geschichte
Im Jahr 2008 entschlossen sich Frontfrau Kitty Casket und Gitarrist Billy, die Band „Kitty in a Casket“ in die Welt zu rufen. Mit zwei Mann mehr verwirklichte sich die Idee, und 2009 erschien binnen kürzester Zeit das erste Album Horror Express auf dem Label Crazy Love Records. Schon wenig später wurde eine EP mit dem Titel HalloWien auf den Markt gebracht. Kitty in a Casket waren bereits in mehreren europäischen Ländern live zu sehen. So waren sie unter anderem auf großen Festivals, wie etwa dem Wave-Gotik-Treffen in Leipzig, dem Nova Rock in Österreich, dem Psychobillymeeting in Pineda de Mar, dem Fiesta du Rock in Lüttich, Back to Future in Dessau, Club Sin in Finnland oder dem Warhead Fest in Ustka vertreten. Sie haben die Bühne geteilt mit Bands wie The Exploited, The Other, Dead Kennedys, Guana Batz, Koffin Kats und Die Kassierer. Im Sommer 2013 war die Band auf einer 5-wöchigen USA-Tour, wo sie 27 Konzerte spielte.

Bandmitglieder beim  Free & Easy Festival 2014
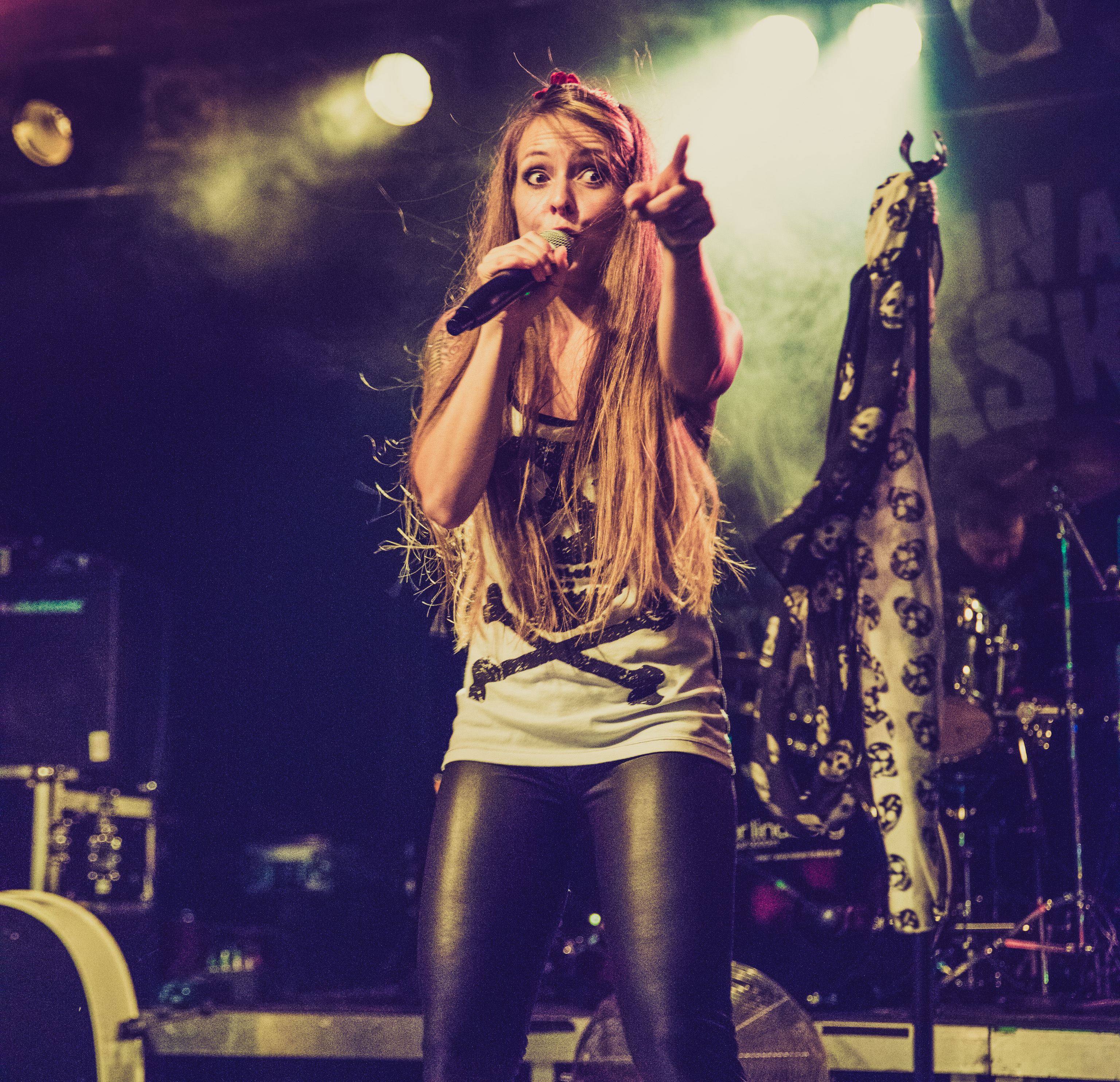
Kitty Casket
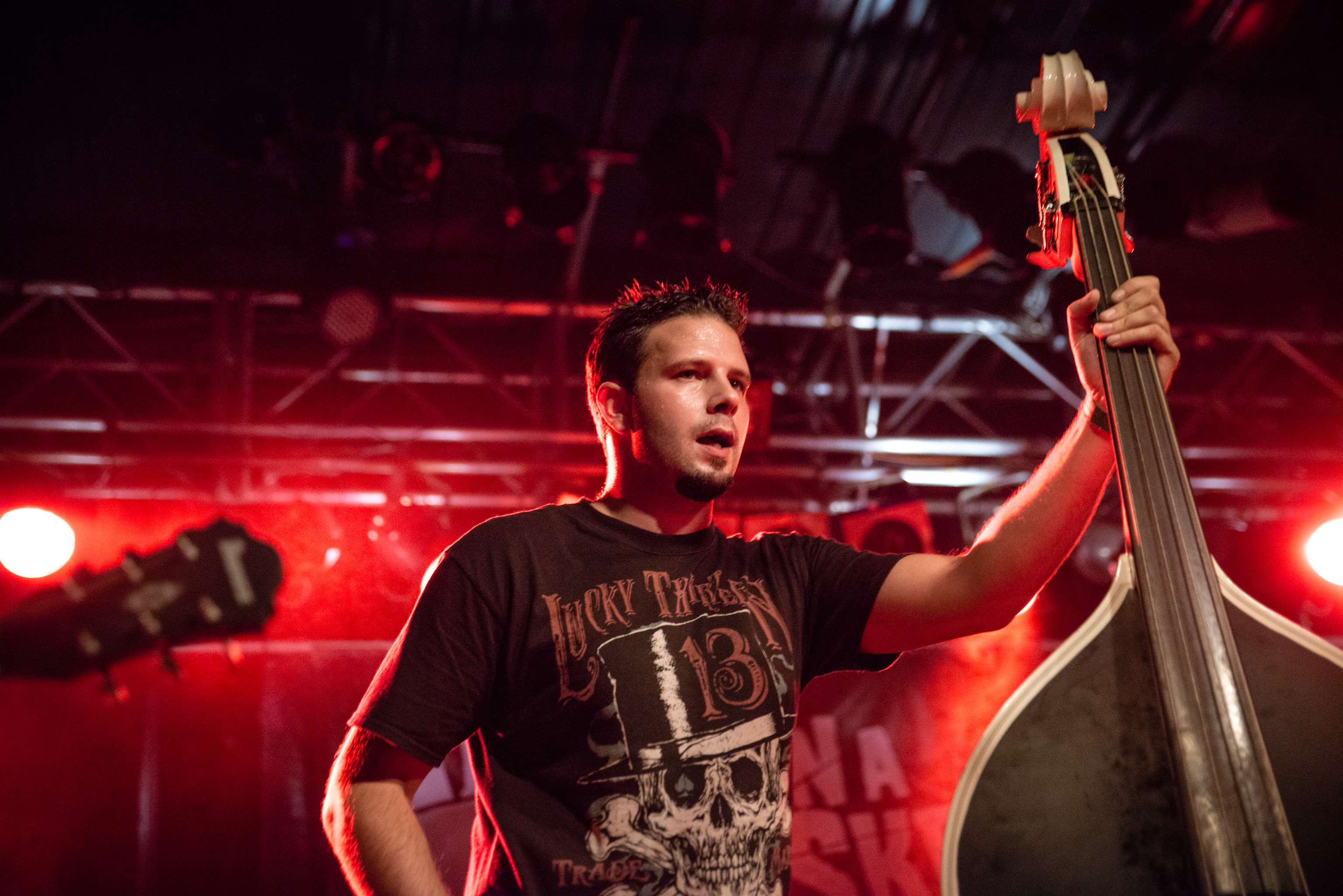
Tom Mooner
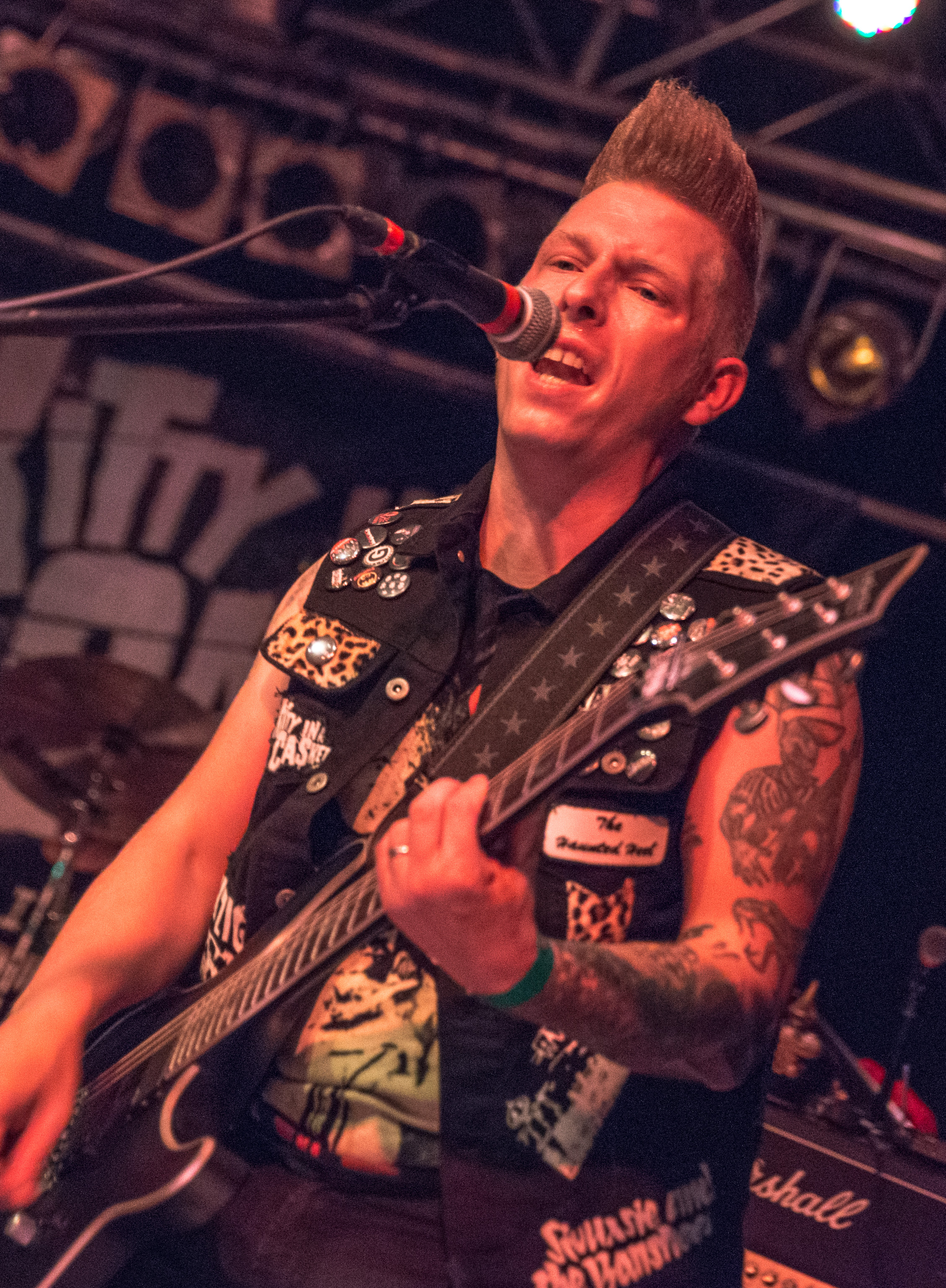
Billy Bat
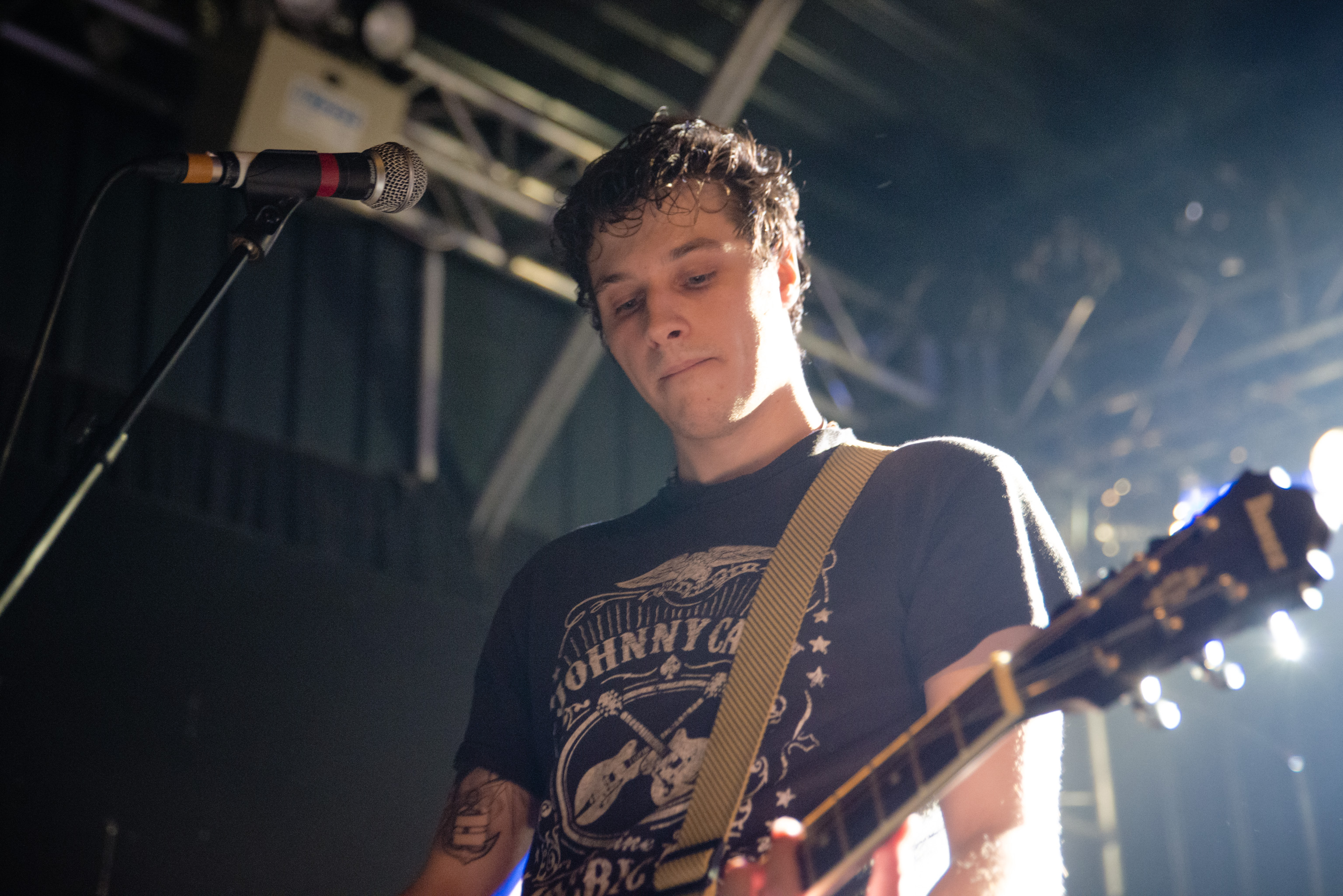
Todd Flash

## Diskografie

### Alben
- 2009: Horror Express (Crazy Love Records/Cargo Records)
- 2011: Back to Thrill (Wolverine Records/Soulfood)
- 2013: Bittersweet (Better Than Hell/Edel)
- 2016: Kiss & Hell (Rodeostar Records/SPV)
- 2017: Rise! (Rodeostar Records/Soulfood)

### EPs
- 2009: HalloWien (Crazy Love Records/Cargo Records)

### Musikvideos
- 2009: Bride of the Monster
- 2011: Don't Get Me Wrong
- 2013: All the Things She Said mit Lolita KompleX
- 2013: Dancing with the Devil
- 2015: Kreepsville 666
- 2016: Sticks & Stones
- 2016: Lurking in the Dark
- 2016: Deep Black Underground
- 2017: White Lies
- 2017: Cold Black Heart
- 2021: Ins offene Messer